# Predrag Pavlović
Predrag Pavlović (serbe : Предраг Павловић) (né le 19 juin 1986 à Kruševac en Yougoslavie) est un footballeur serbe, qui évolue au poste de milieu de terrain au Mladost Lučani.

## Biographie

### Carrière en sélection
Avec l'équipe de Serbie olympique, il figure dans le groupe des sélectionnés lors des JO de 2008.

## Palmarès
- Finaliste de l'Euro espoirs 2007 avec l'équipe de Serbie